# ثقافة برادوستية
كانت ثقافة البارادوستية ثقافة صناعة الصوان في العصر الحجري القديم العلوي والتي وجدت في منطقة زاغروس في الدولة الحدودية بين العراق وإيران .  وقد سبقتها ثقافة موستيرية العصر الحجري القديم الأوسط ، والتي كانت تعلوها مباشرة دون وجود صناعة سيوف وسيطة . 
وفقًا لما ذكره م . أوتي ، فإن ثقافة بارادوستيان هي جزء من التقاليد الأوريناسية .  تشتهر هذه الثقافة بنسبة عالية من الأزاميل وبعضها يشبه الشكل المميز للأزلام الأوريناسية . 
كهف يافته وخمسة كهوف بارادوستية أخرى محمية كموقع للتراث العالمي تحت اسم المواقع ما قبل التاريخ في وادي خرم آباد . 

## الصفات
تشير تواريخ الكربون المشع إلى أن هذا الموقع كان من أقدم مجمعات العصر الحجري القديم الأعلى ، وربما يعود تاريخه إلى عام 36,000 قبل الميلاد . كشفت الأدلة الموجودة في مجموعات كهوف يافته أن المرحلة المبكرة من هذه الحضارة لم تكن بنفس تطور المرحلة الوسطى ، وأنها أنتجت شفرات وشفرات صغيرة باستخدام مطارق ناعمة من نوى منشورية أحادية المنصة ذات منصات بسيطة . 
لا تزال علاقة البارادوستية بالثقافات المجاورة غير واضحة . وينطبق هذا أيضًا على مسألة ما إذا كانت هذه الثقافة قد تطورت تدريجيًا من المجموعة الثقافية السابقة في زاغروس موستيريا ، والتي ترتبط في المقام الأول بإنسان نياندرتال ، أو ما إذا كان البشر المعاصرون الأوائل قد جلبوا إلى منطقة زاغروس التقنيات المرتبطة بالبارادوستيين . 
وكان من بين المواقع الرئيسية التي تم التنقيب فيها كهف شانيدار في كردستان العراق ، وملجأ ورواسي الصخري ، وكهف كلدار وكهف يافته في غرب زاجروس ، وكهف إشكافت جافي في جنوب زاجروس .  ربما نتجت هذه الظاهرة عن أحدث مرحلة برد ( تجلد وورم ) في العصر الجليدي الحالي ، مما أدى إلى استبدال ثقافة البارادوستية بصناعة محلية تعود إلى العصر الحجري القديم تُعرف باسم ثقافة الزرزيان . ويمثل تقليد أدوات البارادوستية نهاية سلسلة العصر الحجري القديم في زاغروس .